# 克虏伯路

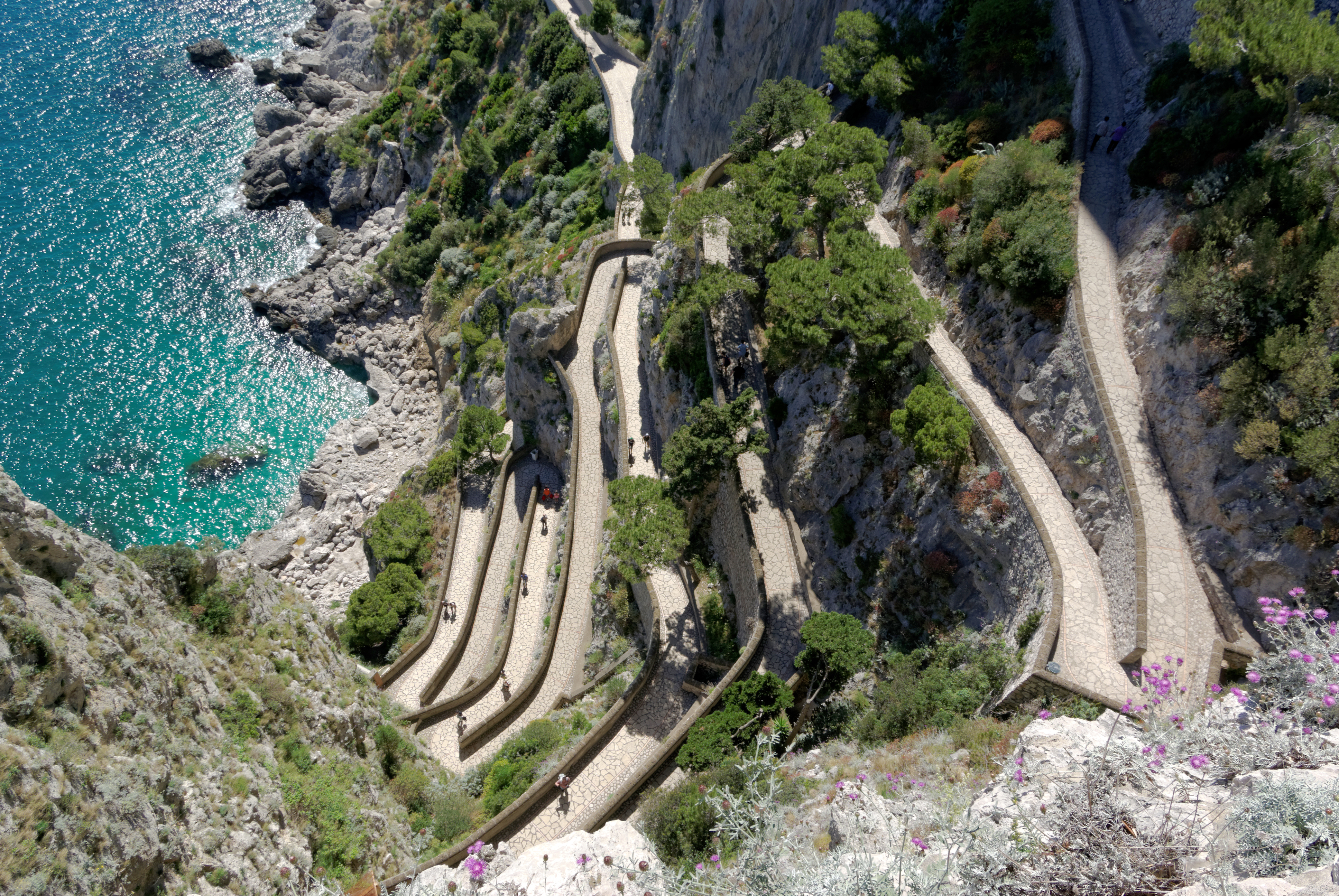

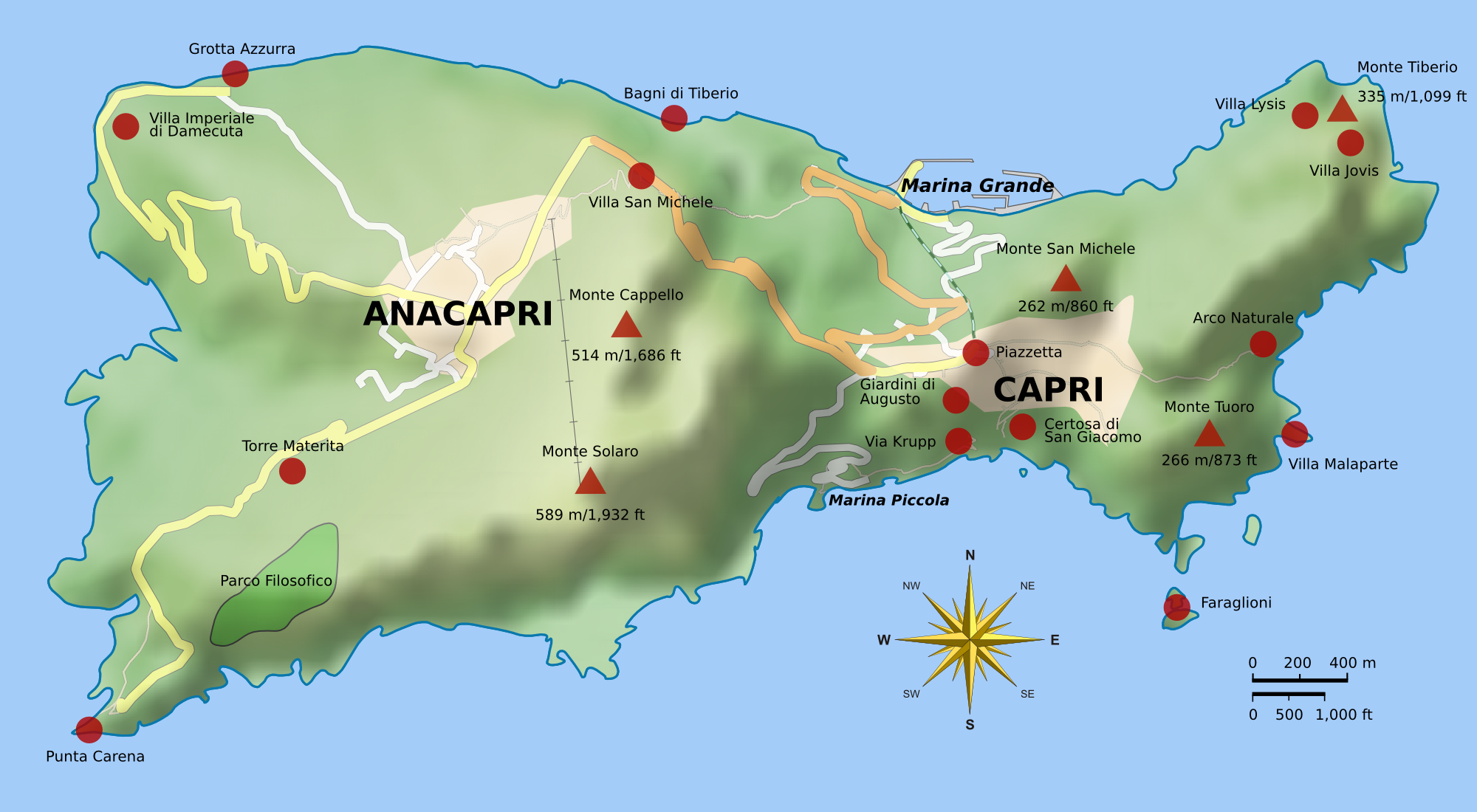
位置

克虏伯路（Via Krupp）是一条历史悠久的盘山小道，位于意大利卡普里岛南岸，连接圣雅各伯修道院和奥古斯都花园地区与小港（Marina Piccola）。该路由德国实业家弗里德里希·阿尔弗雷德·克虏伯修建，两端高差约100米。
克虏伯路建于1900年和1902年之间，连接克虏伯的豪华酒店奎希桑纳大酒店与小港（Marina Piccola），他的海洋生物研究船停泊在那里。然而这条小路也通往克虏伯与当地青年发生性狂欢的洞穴（Grotta di Fra Felice）。当1902年丑闻浮出水面时，克虏伯被要求离开意大利。
自1976年以来，考虑到落石的危险，克虏伯路大部分时间处于关闭状态。